# Наближення Борна — Оппенгеймера
Наближення Борна — Оппенгеймера — варіація адіабатичного наближення рівняння Шредінгера в квантовій механіці, метод аналізу молекулярних систем, що полягає в тому, що в системі виділяють і окремо описують ядра атомів і електрони, для яких характерні часи зміни стану сильно розрізняються.
Маса ядра значно перевищує масу електрона, внаслідок чого швидкість руху ядер мала по відношенню до швидкості руху електронів. В результаті цього ядра утворюють електростатичне поле, в якому з набагато більшою швидкістю рухаються електрони, які встигають миттєво підлаштуватися до будь-якої зміни координат ядер. Тому в наближенні вважають ядра фіксованими і розглядають тільки рух електронів. Мовою квантової механіки це еквівалентно допущенню, що повна хвильова функція молекули може бути виражена у вигляді добутку електронної та ядерної функцій:
| {\displaystyle \Psi (r,R)=\Psi _{el}(r,R)\times \Psi _{nuc}(R),} | (1) |

де {\displaystyle r} — координати електронів, а {\displaystyle R} — ядер. Наближення Борна-Оппенгеймера є істотним для квантової хімії. У цьому наближенні повна енергія молекули є сумою електронної енергії, обчисленої при фіксованій конфігурації ядер, і коливально-обертальної енергії ядер:
| {\displaystyle \mathrm {E} =\mathrm {E} _{el}+\mathrm {E} _{nuc}} | (2) |

## Обґрунтування застосовності
Рівняння Шредінгера для молекули з N ядрами і n електронами і хвильовою функцією наближення має вигляд:
| {\displaystyle (-{\frac {\hbar ^{2}}{2}}\times \sum _{\alpha =1}^{N}{{\frac {1}{M_{\alpha }}}{\triangledown _{\alpha }^{2}}}-{\frac {\hbar ^{2}}{2m_{e}}}\times \sum _{i=1}^{n}{\triangledown _{i}^{2}}+{V_{nuc,nuc}}+{V_{nuc,el}}+{V_{el,el}})\times } {\displaystyle \ \times \Psi _{el}(r,R)\times \Psi _{nuc}(R)=\mathrm {E} \times \Psi _{el}(r,R)\times \Psi _{nuc}(R)} | (3) |

{\displaystyle \hbar } — постійна Дирака ({\displaystyle h/2\pi }); {\displaystyle V_{nuc,nuc}} — енергія відштовхування ядер; {\displaystyle V_{nuc,el}} — енергія притягування електронів до ядер; {\displaystyle V_{el,el}} — енергія відштовхування електронів.
{\displaystyle -{\frac {\hbar ^{2}}{2m_{e}}}\times \sum _{i=1}^{n}{\triangledown _{i}^{2}}+{V_{nuc,nuc}}+{V_{nuc,el}}+{V_{el,el}}=H_{el}}
{\displaystyle -{\frac {\hbar ^{2}}{2}}\times \sum _{\alpha =1}^{N}{{\frac {1}{M_{\alpha }}}{\triangledown _{\alpha }^{2}}}=H_{nuc}}
Електронна функція {\displaystyle \Psi _{el}(r,R)} визначається як власна функція оператора {\displaystyle H_{el}}:
| {\displaystyle H_{el}\Psi _{el}(r,R)=E_{el}\Psi _{el}(r,R)}, | (4) |

де {\displaystyle E_{el}} — електронна енергія, обумовлена рухом n електронів в полі N ядер молекули, плюс енергія взаємодії між ядрами {\displaystyle V_{nuc,nuc}}. Величину {\displaystyle E_{el}} називають адіабатичним електронним термом молекули або адіабатичним потенціалом.
Враховуючи, що
{\displaystyle \triangledown _{\alpha }^{2}\Psi _{el}\Psi _{nuc}=\Psi _{el}\triangledown _{\alpha }^{2}\Psi _{nuc}+2\triangledown _{\alpha }\Psi _{el}\triangledown _{\alpha }\Psi _{nuc}+\Psi _{nuc}\triangledown _{\alpha }^{2}\Psi _{el}};
{\displaystyle \triangledown _{i}^{2}\Psi _{el}\Psi _{nuc}=\Psi _{nuc}\triangledown _{i}^{2}\Psi _{el}},
рівняння 3 набуває вигляду:
| {\displaystyle (-\hbar ^{2}\times \sum _{\alpha =1}^{N}{{\frac {1}{M_{\alpha }}}\triangledown _{\alpha }\Psi _{el}\triangledown _{\alpha }\Psi _{nuc}}-{\frac {\hbar ^{2}}{2}}\times \sum _{\alpha =1}^{N}{{\frac {1}{M_{\alpha }}}\Psi _{nuc}\triangledown _{\alpha }^{2}\Psi _{el}})-} {\displaystyle -{\frac {\hbar ^{2}}{2}}\Psi _{el}\times \sum _{\alpha =1}^{N}{{\frac {1}{M_{\alpha }}}\triangledown _{\alpha }^{2}\Psi _{nuc}}-{\frac {\hbar ^{2}}{2m_{e}}}\Psi _{nuc}\sum _{i=1}^{n}{\triangledown _{i}^{2}\Psi _{el}}+} {\displaystyle \ +({V_{nuc,nuc}}+{V_{nuc,el}}+{V_{el,el}})\times \Psi _{el}\Psi _{nuc}=\mathrm {E} \Psi _{el}\Psi _{nuc}} | (5) |

Нехтуючи виразом в перших круглих дужках отримуємо рівняння:
{\displaystyle -{\frac {\hbar ^{2}}{2}}\Psi _{el}\times \sum _{\alpha =1}^{N}{{\frac {1}{M_{\alpha }}}\triangledown _{\alpha }^{2}\Psi _{nuc}}+\Psi _{nuc}\mathrm {E} _{el}\Psi _{el}-\mathrm {E} \Psi _{el}\Psi _{nuc}=0}
Розділивши всі члени цього рівняння на {\displaystyle \Psi _{el}} і беручи до уваги 4 виходить рівняння для визначення {\displaystyle \Psi _{nuc}}:
{\displaystyle (H_{nuc}+\mathrm {E} _{el})\Psi _{nuc}=\mathrm {E} \Psi _{nuc}}.
Нехтування дужками в рівнянні 5 означає, що електронна хвильова функція {\displaystyle \Psi _{el}} повинна бути настільки повільно змінюється функцією ядерних координат R, що можна знехтувати її першої та другої похідними по цих координатах. М. Борн і Р. Оппенгеймер в 1927 році вперше показали, що електронні хвильові функції зазвичай підкоряються цій умові з необхідним ступенем точності.
Для випадку стійких багатоатомних молекул існує простий критерій застосовності наближення Б.-О.
| {\displaystyle {\frac {h\nu }{\mathrm {E} _{n}^{el}-\mathrm {E} _{m}^{el}}}\ll 1}, | (6) |

де {\displaystyle \nu } — найбільша з частот малих коливань ядер поблизу точки рівноваги, {\displaystyle \mathrm {E} _{n}^{el}} і {\displaystyle \mathrm {E} _{m}^{el}} — енергії двох сусідніх електронних станів. Критерій 6 зазвичай виконується для багатьох молекул, внаслідок цього розрахунки фізичних характеристик молекул, засновані на наближенні Б.-О., дозволяють отримати дані, добре узгоджуються з експериментальними результатами. Помилка, яку вносять при використанні такого наближення, набагато менше помилок, внесених іншими наближеннями. Це дозволяє обмежуватися рішенням тільки одного електронного рівняння 4. Поправки для збуджених електронних станів значніше, але зазвичай ними також можна знехтувати в порівнянні з неточностями, зумовленими наближеним рішенням електронного рівняння Шредінгера 4.